# Colpocephalum nanum
Colpocephalum nanum är en insektsart som beskrevs av Piaget 1890. Colpocephalum nanum ingår i släktet Colpocephalum, och familjen spolätare. Arten är reproducerande i Sverige.